# Stenosia rufeola
Stenosia rufeola là một loài bướm đêm thuộc phân họ Arctiinae, họ Erebidae.